# Березорядское сельское поселение
Березорядское се́льское поселе́ние — упразднённое муниципальное образование в Бологовском районе Тверской области Российской Федерации, существовавшее в 2005 — 2023 годах.
Центр поселения — село Березовский Рядок.
Березорядское сельское поселение образовано в 2005 году, включило в себя территорию Березорядского сельского округа.
Законом Тверской области от 26 мая 2023 года № 24-ЗО муниципальное образование было упразднено с включением всех населённых пунктов в состав Бологовского муниципального округа.

## Географические данные
- Общая площадь: 163,8 км².
- Нахождение: северо-восточная часть Бологовского района.
  - Граничит:
    - на севере — с Новгородской областью, Боровичский район,
    - на востоке — с Удомельским районом, Мстинское СП,
    - на юго-западе — с Кафтинским СП,
    - на северо-западе — с Кемецким СП.

Главные реки — Мста и её приток Березайка.
На юге — участок железной дороги «Бологое—Сонково—Рыбинск».

## Население
| 2010 | 2011 | 2012 | 2013 | 2014 | 2015 | 2016 |
| ---- | ---- | ---- | ---- | ---- | ---- | ---- |
| 462  | ↘458 | ↘437 | ↘428 | ↘416 | ↘396 | ↗401 |
| 2017 | 2018 | 2019 | 2020 | 2021 |      |      |
| ↘395 | ↘390 | ↘384 | →384 | ↘373 |      |      |

По переписи 2002 года — 592 человека, на 01.01.2008 — 512 человек, по переписи 2010 года — 462 человека.
Национальный состав: русские.

## Населенные пункты
На территории поселения находится 21 населённый пункт:
| №  | Населённый пункт  | Тип населённого пункта | Население |
| -- | ----------------- | ---------------------- | --------- |
| 1  | Алатовщина        | деревня                | 1         |
| 2  | Апаничено         | деревня                | 0         |
| 3  | Бели              | деревня                | 0         |
| 4  | Берёзовский Рядок | село                   | 301       |
| 5  | Бехово            | деревня                | 8         |
| 6  | Большое Лошаково  | деревня                | 19        |
| 7  | Борок             | деревня                | 1         |
| 8  | Вольное Раменье   | деревня                | 8         |
| 9  | Городок           | деревня                | 8         |
| 10 | Избоищи           | деревня                | 16        |
| 11 | Ильмовицы         | деревня                | 0         |
| 12 | Косино            | деревня                | 0         |
| 13 | Крутец            | деревня                | 1         |
| 14 | Ловница           | деревня                | 1         |
| 15 | Малое Лошаково    | деревня                | 1         |
| 16 | Межозерье         | деревня                | 15        |
| 17 | Павлушкино        | деревня                | 23        |
| 18 | Сеглино           | деревня                | 31        |
| 19 | Тугановичи        | деревня                | 9         |
| 20 | Филимоново        | деревня                | 1         |
| 21 | Холщебинка        | деревня                | 10        |

### Бывшие населенные пункты
В 1998 году исключена из учётных данных деревня Ростынь.

Ранее исчезли деревни: Жизнево, Кипрово, Красный Городок, Покровское, Дурлово и другие.

Деревня Курский Рядок присоединена к селу Березовский Рядок.

## История
В XII—XIV вв. территория поселения относилась к Деревской пятине Новгородской земли. В XV веке присоединена к Великому княжеству Московскому и относилась к Рютинскому и Сеглинскому погостам Деревской пятины.
- После реформ Петра I территория поселения входила:[16]
- в 1708—1727 гг. в Санкт-Петербургскую (Ингерманляндскую 1708—1710 гг.) губернию, Новгородскую провинцию,
- в 1727—1775 гг. в Новгородскую губернию, Новгородскую провинцию,
- в 1775—1796 гг. в Новгородское наместничество,
- в 1796—1927 гг. в Новгородскую губернию, Валдайский уезд, восточная часть территории поселения (за Мстой) относилась к Боровичскому уезду,
- в 1927—1935 гг. в Ленинградскую область, Бологовский район,
- в 1935—1990 гг. в Калининскую область, Бологовский район,
- с 1990 в Тверскую область, Бологовский район.

## Известные люди
В деревне Малое Лошаково родился Герой Советского Союза Григорий Семёнович Данилов.

 В деревне Курский Рядок родился Герой Советского Союза Пётр Петрович Широков.

## Экономика
Основное хозяйство: СПК «Междуречье».